# Großharthau
Großharthau ist ein Ort und die zugehörige Gemeinde im Südwesten des sächsischen Landkreises Bautzen, an der Bundesstraße 6 auf halbem Weg zwischen Dresden und Bautzen gelegen und von beiden Städten etwa 25 km entfernt.
Die Gemeinde bildet mit Frankenthal die Verwaltungsgemeinschaft Großharthau.

## Geographie

### Geografische Lage
Der Ort Großharthau liegt rund sechs Kilometer westsüdwestlich von Bischofswerda beidseitig der Bundesstraße 6, wobei sich der größere Teil des Siedlungsgebiets nördlich dieser Straße befindet. Zwischen Seeligstadt und Großharthau schneidet die Bahnstrecke Dresden–Görlitz die nordwestlich von Großharthau liegende Massenei, bevor sie den Bahnhof Großharthau im Südwesten der Ortschaft erreicht.
Das Dorf wird von der Wesenitz berührt, die sich im Schlosspark mit der von Frankenthal kommenden Gruna vereinigt.
Westlich des Hauptortes liegt der Ortsteil Seeligstadt, südwestlich Schmiedefeld und südlich Bühlau.

### Nachbargemeinden
Umgebende Gemeinden im Landkreis Bautzen sind Arnsdorf im Westen, die Stadt Großröhrsdorf und Frankenthal im Norden und die Stadt Bischofswerda im Osten. Im Süden umschließt die Stadt Stolpen im Landkreis Sächsische Schweiz-Osterzgebirge das Gemeindegebiet.

### Gemeindegliederung
Zur Gemeinde Großharthau gehören die Ortsteile Großharthau, Bühlau, Schmiedefeld und Seeligstadt.
|                 | Einwohnerzahl | Fläche  |
| --------------- | ------------- | ------- |
| Großharthau     | 1371          | 800 ha  |
| OT Bühlau       | 489           | 620 ha  |
| OT Schmiedefeld | 445           | 660 ha  |
| OT Seeligstadt  | 1127          | 1650 ha |
| Gesamt          | 3432          | 3730 ha |

Stand 31. Dezember 2004 (Efeu)

## Geschichte

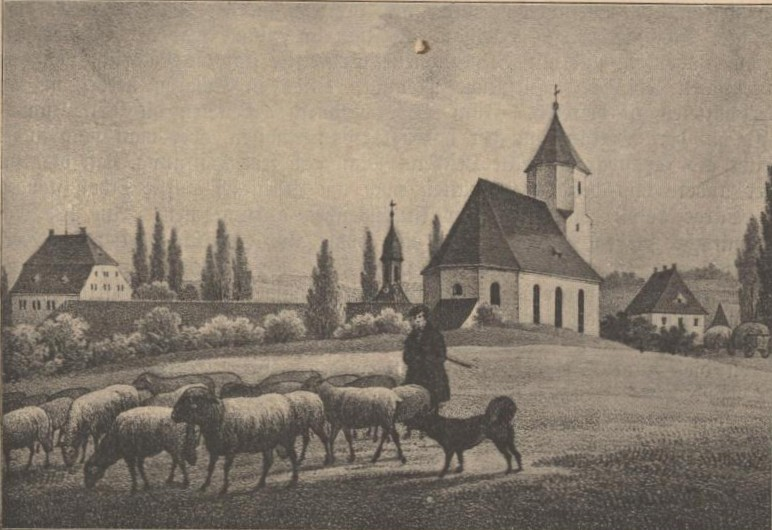
Großharthau um 1840

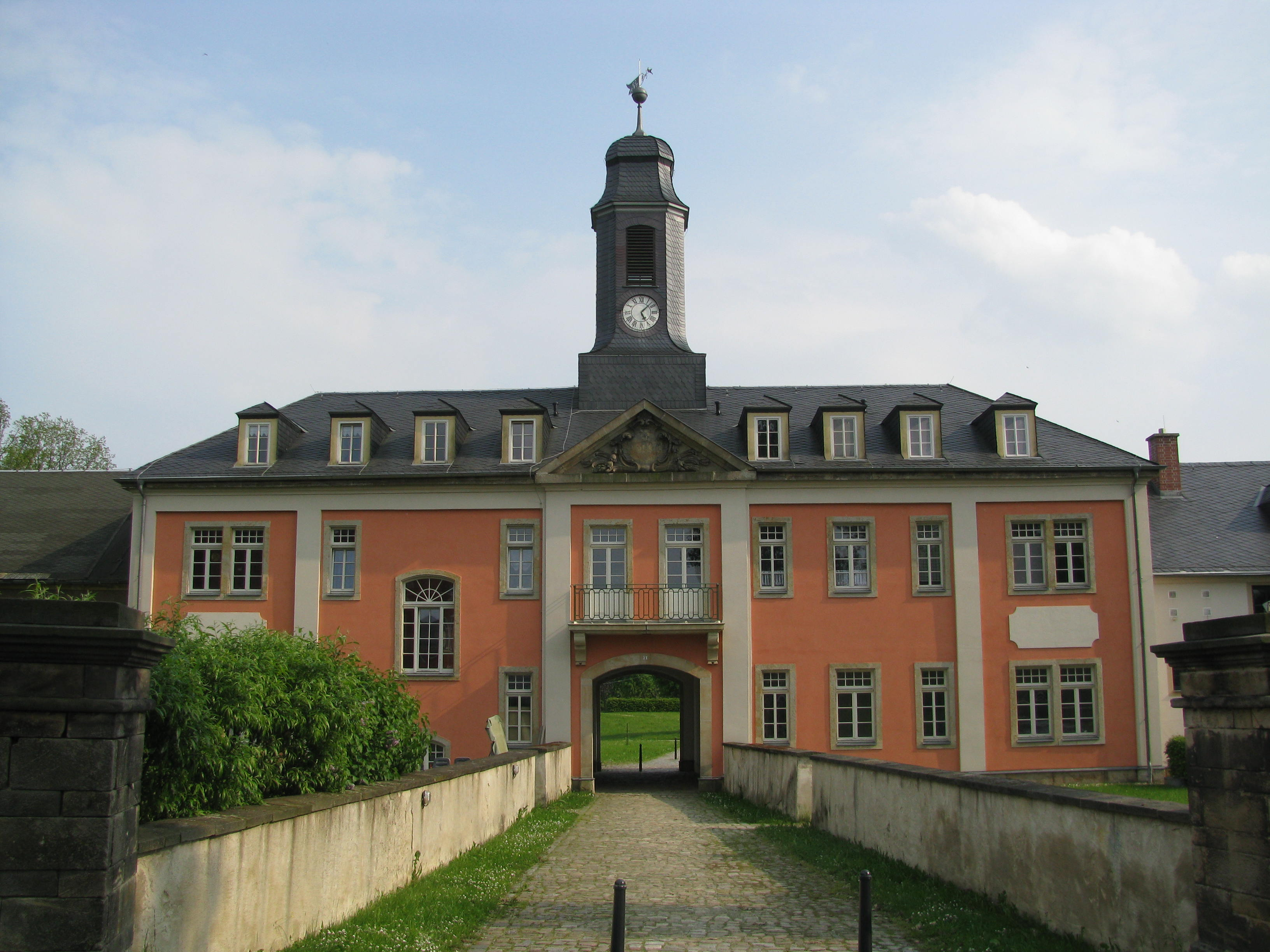
Rittergut Großharthau

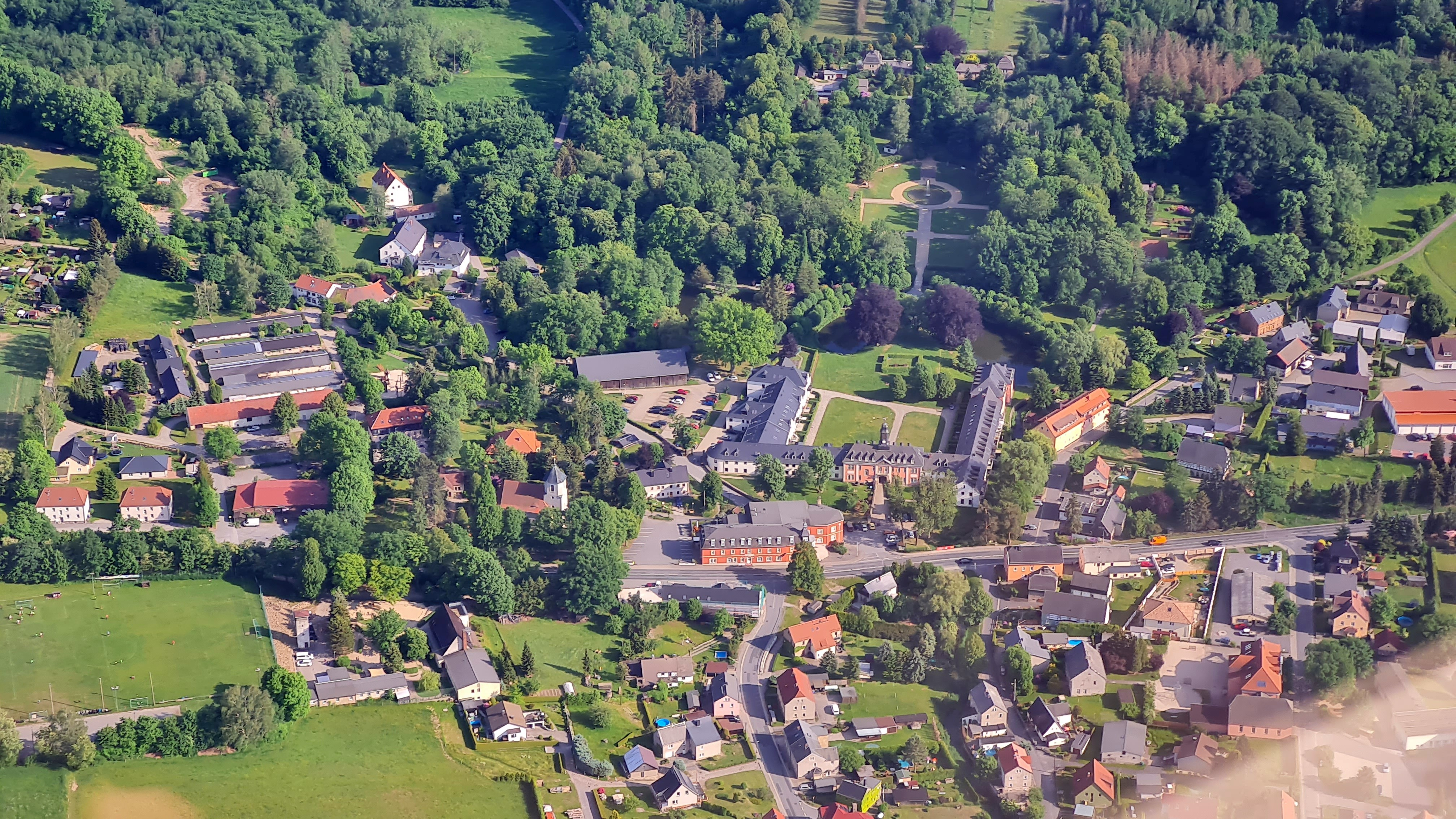
Großharthau mit Rittergut

Harthau wurde erstmals im Jahr 1223 beziehungsweise 1228 urkundlich erwähnt. Der Ortsteil Bühlau fand im Jahr 1121 als Byla, Bela die erste urkundliche Erwähnung. Der Ort bestand als sorbischer Weiler schon länger. Der Name Harthau stammt vielleicht vom germanischen Harth gleich Ort im Wald ab. Am 15. August 1793 brannten die Dorfkirche und noch einige weitere Häuser ab. Dabei wurde auch die Bibliothek vernichtet. Schon im Jahr 1794 wird die neue Kirche eingeweiht. Auch während des Siebenjährigen Krieges und des Befreiungskrieges im Jahr 1813 wurde der Ort schwer in Mitleidenschaft gezogen. Napoleon selbst übernachtete dreimal im Ort. Bis ins 20. Jahrhundert war der Ort als Harthau bekannt.

### Ortsnamenformen
- 1241: Hart, 1350: czů der Harthe, 1402: Harta, 1426: zcur Harte, 1465: Harth, 1539: Harthaw, 1768: Hartha bey Goldbach, 1836: Harthau (Groß- und Klein-), 1875: Harthau b. Bischofswerda[2], 1893 Großharthau

### Verwaltungszugehörigkeit
- 1590: Amt Stolpen, 1764: Amt Stolpen, 1816: Amt Stolpen, 1843: Amt Stolpen, 1856: Gerichtsamt Bischofswerda, 1875: Amtshauptmannschaft Bautzen, 1952: Kreis Bischofswerda, 1994: Landkreis Bautzen

### Eingemeindungen
Am 1. Januar 1994 wurden die Ortschaften Bühlau und Schmiedefeld sowie am 1. März 1994 der Ort Seeligstadt eingemeindet.

### Einwohnerentwicklung
| Jahr | Einwohner                                                             |
| 1566 | 25 besessene Mann, 12 Gärtner, 17 Häusler                             |
| 1587 | 29 Hufen                                                              |
| 1764 | 22 besessene Mann, 17 Gärtner, 44 Häusler, 11 Hufen je 14–17 Scheffel |
| 1834 | 0653                                                                  |
| 1871 | 0797                                                                  |
| 1890 | 0993                                                                  |
| 1910 | 1366                                                                  |
| 1925 | 1388                                                                  |
| 1939 | 1566                                                                  |
| 1946 | 1674                                                                  |
| 1950 | 1944                                                                  |
| 1964 | 1969                                                                  |
| 1990 | 1511                                                                  |
| 2000 | 3673 (nach Eingemeindung)                                             |
| 2007 | 3179                                                                  |
| 2009 | 3179                                                                  |
| 2012 | 2820                                                                  |
| 2013 | 2745                                                                  |

## Politik
- SPD: 7
- FWS: 3
- CDU: 2
- AfD: 4

### Gemeinderat
Mit der Gemeinderatswahl am 9. Juni 2024 verteilen sich die 16 Sitze des Gemeinderates folgendermaßen auf die einzelnen Gruppierungen:
- SPD: 7 Sitze
- CDU: 2 Sitze
- Freie Wählervereinigung Seeligstadt (FWS): 3 Sitze
- AfD: 4 Sitze

| Liste                               | 2024   | 2024   | 2019   | 2019   | 2014   | 2014   |
| Liste                               | Sitze  | in %   | Sitze  | in %   | Sitze  | in %   |
| ----------------------------------- | ------ | ------ | ------ | ------ | ------ | ------ |
| SPD                                 | 7      | 46,1   | 10     | 55,2   | 7      | 41,9   |
| AfD                                 | 4      | 25,0   | –      | –      | –      | –      |
| Freie Wählervereinigung Seeligstadt | 3      | 18,1   | 1      | 15,7   | 3      | 18,4   |
| CDU                                 | 2      | 10,9   | 3      | 19,1   | 5      | 31,7   |
| FDP                                 | –      | –      | 1      | 9,9    | 1      | 8,0    |
| Wahlbeteiligung                     | 74,3 % | 74,3 % | 70,8 % | 70,8 % | 60,3 % | 60,3 % |

### Bürgermeister
Seit den Wahlen am 10. Juni 2001 ist Jens Krauße (SPD; * 1966) Bürgermeister von Großharthau. Er war bis zur Kreisreform 2008 der einzige SPD-Bürgermeister im Landkreis Bautzen.
| Wahl | Bürgermeister  | Vorschlag | Wahlergebnis (in %) |
| ---- | -------------- | --------- | ------------------- |
| 2022 | Jens Krauße    | SPD       | 98,2                |
| 2015 | Jens Krauße    | SPD       | 76,3                |
| 2008 | Jens Krauße    | SPD       | 98,8                |
| 2001 | Jens Krauße    | SPD       | 61,6                |
| 1994 | Gotthard Schäl | CDU       | 62,9                |

### Städtepartnerschaften
- Schwieberdingen in Baden-Württemberg
- Fadd in Ungarn
- Malczyce in Polen

## Bildung
Die Gemeinde Großharthau verfügt über eine Grundschule.

## Kultur und Sehenswürdigkeiten

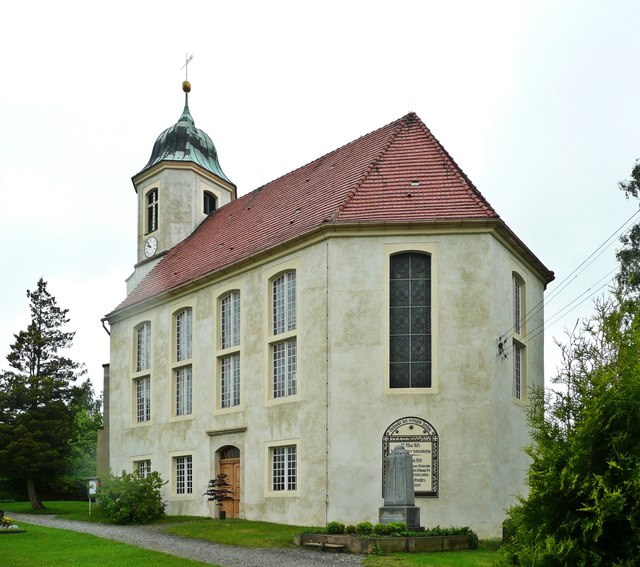
St. Michaeliskirche im OT Schmiedefeld

- Schlosspark

Der Schlosspark (Rittergutspark) ist Mitglied des Gartenkulturpfades beiderseits der Neiße. Dies verbessert die Möglichkeiten der Pflege (Parkseminare) und die Aussichten auf Förderung sowie die touristische Erschließung.
- Rittergut aus dem 18. Jahrhundert
- Dorfkirche Großharthau
- Dorfkirche Schmiedefeld mit historischer Orgel von Christian Gottfried Herbrig aus dem Jahr 1821[7]
- Eisenbahnbrücke über die Wesenitz

### Naturschutz
- Siehe auch: Liste der Naturdenkmale der Gemeinde Großharthau

## Wirtschaft und Infrastruktur

### Verkehr
Der Haltepunkt Großharthau liegt an der Bahnstrecke Görlitz–Dresden. Hier verkehren Züge der Länderbahn („Trilex“).

## Persönlichkeiten

### Söhne und Töchter der Gemeinde
- Johann Gotthelf Große (1808–1869), Glockengießer
- Friedrich Günther von Schwarzburg (1901–1971), Chef des Hauses Schwarzburg

### Personen, die mit der Gemeinde in Verbindung stehen
- Sizzo Prinz von Schwarzburg (1860–1926), Großharthauer Schlossherr, Thronfolger im Fürstentum Schwarzburg-Rudolstadt
- Theodor Seidel (* 1931), Jurist, Vorsitzender Richter am Landgericht Berlin, wuchs in Großharthau auf